# 葛根年
葛根年，首都师范大学教授，主要从事信息安全与数据科学、编码理论与密码学等方面的研究工作。担任《高校应用数学学报》的编委。入选中华人民共和国教育部2009年度"长江学者"特聘教授、“新世纪百千万人才工程”国家级人选。